# Yantzaza
Yantzaza ist eine Kleinstadt und eine Parroquia urbana („städtisches Kirchspiel“) im gleichnamigen Kanton der ecuadorianischen Provinz Zamora Chinchipe. Die Stadt ist Sitz der Kantonsverwaltung. Die Parroquia besitzt eine Fläche von 271,9 km². Die Einwohnerzahl lag im Jahr 2010 bei 12.356. Davon lebten 9199 Einwohner im urbanen Bereich von Yantzaza. Yantzaza und Zamora sind die beiden größten Städte der Provinz.

## Lage
Die Parroquia Yantzaza liegt an der Ostflanke der Cordillera Real im Südosten von Ecuador. Die Stadt Yantzaza liegt auf einer Höhe von 811 m, 33 km nordöstlich der Provinzhauptstadt Zamora am linken Flussufer des nach Nordosten fließenden Río Zamora. Die Fernstraße E45 (Zamora–Macas) führt an Yantzaza vorbei. Das Verwaltungsgebiet wird im nördlichen Osten vom Río Chicaña sowie im südlichen Osten vom Río Nangaritza begrenzt. Der Río Zamora durchquert das Areal, anfangs in nördlicher Richtung. Kurz vor der Einmündung des Río Chicaña wendet er sich nach Osten und bildet streckenweise die Verwaltungsgrenze nach Norden. Im Westen verläuft die Verwaltungsgrenze entlang dem Bergkamm der Cordillera de Chicaña.
Die Parroquia Yantzaza grenzt im Nordosten an die Parroquia Chicaña, im Südosten an die Parroquia Los Encuentros, im Süden an die Parroquias Triunfo Dorado und Zumbi (beide im Kanton Centinela del Cóndor), im Westen an die Parroquia Guadalupe (Kanton Zamora) sowie an die Parroquias La Paz und 28 de Mayo (beide im Kanton Yacuambi).

## Geschichte
Die Siedlung Yantzaza lag ursprünglich in der Parroquia Cumbaratza. Am 19. November 1968 wurde die Parroquia rural Yantzaza als Teil des Kantons Zamora gegründet. Am 26. Februar 1981 wurde der Kanton Yantzaza gegründet und Yantzaza wurde als Parroquia urbana dessen Verwaltungssitz.